# Viskleken

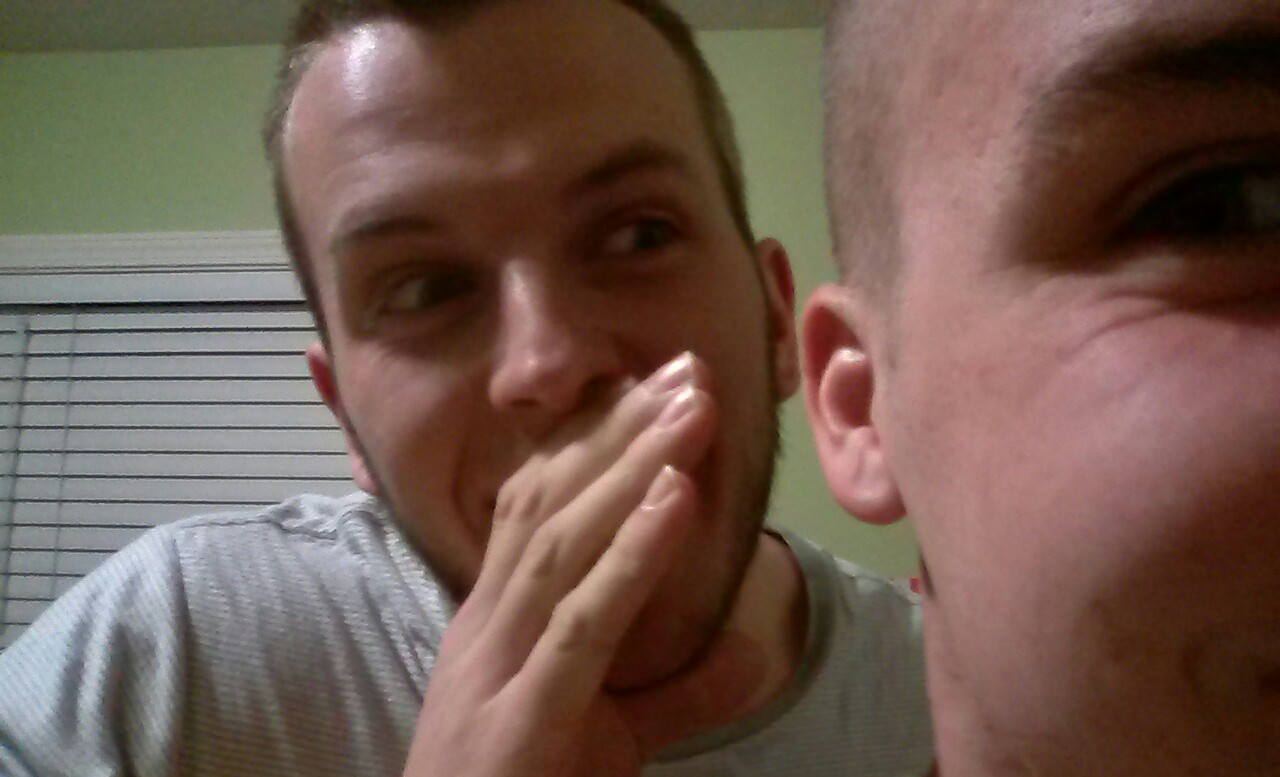
Viskleken.

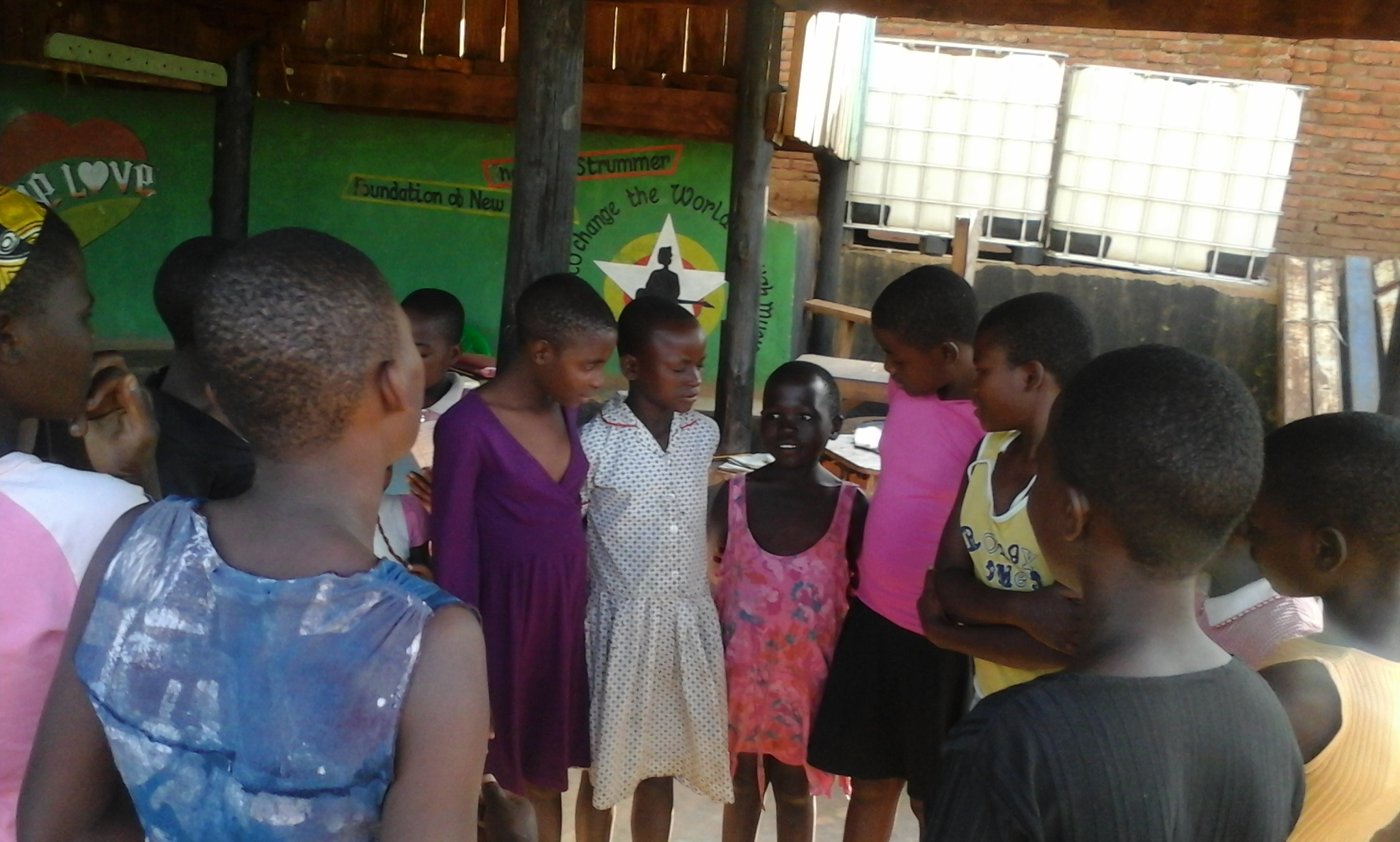
Föräldralösa barn i Malawi som leker viskleken.

Viskleken är en lek, där deltagarna använder mun-till-öra-principen för att viskandes förmedla en mening deltagarna runt. När meningen nått den sista personen i kedjan är den sannolikt förvanskad, eftersom förmedling av texter eller uppgifter sällan uppfattas ordagrant. Det behöver vara några deltagare för att leken ska fungera tillfredsställande.
I delar av Norden används viskleken i viss undervisning, dels vid inlärning av grannspråk och dels vid undervisning i källkritik. En variant används som övning inom scouterna. Syftet kan vara att efteråt diskutera kring meddelanden i vardagen, från vänner, skolböcker eller teve. Hur informationen kan ha spridits och vad man egentligen kan lita på.
Bland andra krönikörer använder ibland "viskleken" som ett uttryck för att beskriva förvanskning av information i flera led inom till exempel sociala medier och arbetslivet.
En studie vid Northwestern University Feinberg School of Medicine 2012 har visat att det finns likheter mellan viskleken och hur det mänskliga minnet fungerar. Studien publicerades i forskningstidskriften Journal of Neuroscience.
På engelska är leken känd som Chinese whispers, på tyska kallas den Stille Post (tysta posten) och på många språk heter den något med "telefon" som anspelar på en dålig telefonlinje där det är lätt att missuppfatta vad den andra säger.

## Regler
Leken går ut på att flera personer, vanligen minst fem, står eller sitter i en ring. Personen som utses att börja hittar på en skapligt lång mening som den sedan viskar till personen bredvid (till exempel den som sitter till höger). Sedan viskar de andra deltagarna i tur och ordning den mening de uppfattar tills det har gått cirkeln runt. Meningen ska inte upprepas mer än en gång av varje person. När meningen når den sista personen i cirkeln, säger denna person meningen högt. Dessutom säger den första personen också sin ursprungsmening högt. Poängen ligger i att meningen med stor sannolikhet förvanskats rejält när den har nått den sista personen i kedjan, vilket kan ge både en humoristisk och tänkvärd poäng. En mening som "Jag har en hamster som heter Bella" skulle exempelvis kunna förvanskas till "Jag har en svans och getter snälla".